# Elvis Martínez
Elvis Alfonso Martínez Dugarte (Mérida, 4 ottobre 1970) è un ex calciatore venezuelano, di ruolo difensore.

## Carriera

### Club
Ha giocato prevalentemente per l'Unión Atlético Maracaibo, con cui ha giocato per quattro anni prima di passare all'Estudiantes de Mérida.
Si è ritirato nel 2014, all'età di 44 anni, dopo 23 anni di carriera professionistica.

### Nazionale
Con la Nazionale di calcio venezuelana ha giocato 33 gare tra il 1993 e il 2002.